# Tiocianato di guanidinio
Il tiocianato di guanidinio è un sale formato dall'anione tiocianato e dal catione ottenuto per protonazione della guanidina. È un agente caotropico le cui proprietà denaturanti sono più comunemente impiegate per l'estrazione del DNA e dell'RNA.
Il composto svolge una duplice azione denaturando le proteine intracellulari, che durante l'estrazione degli acidi nucleici si ripartiscono in una fase organica sottostante la fase acquosa contenente il DNA e l'RNA, e inoltre impedisce alle DNasi e alle RNasi di svolgere la loro funzione mantenendo inalterati il DNA e l'RNA da estrarre.
Il tiocianato di guanidinio è anche in grado di causare la lisi cellulare e delle particelle di virus. La sua capacità di inattivare i virus consente di studiare questi microrganismi in modo sicuro, come avvenuto ad esempio nel caso del virus che nel 1918 provocò la pandemia influenzale nota come influenza spagnola.